# Освітлення акцентуюче
Осві́тлення акцентоване — для багатьох об'єктів (вітрин і залів магазинів, музеїв, виставок) разом із загальним освітленням успішно застосовується місцеве підсвічування, що привертає увагу до якого-небудь предмету.
Таке освітлення може використовуватися для:
- підсвічування експонатів (у музеях, на виставках) або окремих товарів у магазинах
- підсвічування різних архітектурних елементів (колон, барельєфів, карнизів, арок)
- додання інтер'єрам зорової структури (світловий розподіл інтер'єру, допомога в орієнтації у приміщенні)

Головне завдання акцептованого освітлення — привернути увагу до освітлюваного об'єкта. У більшості випадків ефект досягається створенням контрасту між предметом та загальним тлом, на якому об'єкт розглядається.
Улаштовується таке освітлення за допомогою різноспрямованих, акцептованих систем освітлення з регульованими і незалежними прожекторами, призначеними для модульних стель. Джерела світла (найкраще з використанням світлодіодів), зазвичай, регулюються у двох площинах, та дають можливість скерувати напрямок світла для кожного джерела окремо.

## Види

### Щільне світло вгору
Створення ділянок високої яскравості на стелі з темними проміжками між ними. Промінь поширюється від 30 ° або менше, вгору.

### Напрямне випромінювання вниз
Використовується для створення ділянок високої яскравості на підлозі з темними ділянками між ними, виконання: промінь поширюється від 30 ° або менше вниз; використання: для розробки простору з високою контрастністю.

### Направлене освітлення
Використовується, задля висвітлення об'єкту, щоб зосередити увагу на ньому; виконання: світильник розташовано так, аби він випромінював світло близько 30 ° від вертикалі, що на загальну думку, найкраще підходить для мистецтва.